# ریان گوردون
ریان جان گوردون (انگلیسی: Rian John Gordon؛ زادهٔ ۲۹ اوت ۱۹۹۷) یک بازیگر اسکاتلندی است.
گوردون از ۱۲ اکتبر ۲۰۱۰ تا ۲۰۱۳ در سریال بی‌بی‌سی اسکاتلند شهر رودخانه نقش کانر برودی را بازی کرد.